# Erik Arild Ebbe
Erik Arild Ebbe (født 23. februar 1944 på Frederiksberg) er en dansk forhenværende universitetsdirektør.

## Karriere
Erik Arild Ebbe blev født i 1944 på Frederiksberg som søn af bankdirektør Arild Ebbe og dennes hustru Anna-Lise (født Wulff). Erik blev student fra Nakskov Gymnasium i 1963 og derefter cand.jur. fra Københavns Universitet i 1972. Efter at have arbejdet som sekretær og siden fuldmægtig i Undervisningsministeriet 1972-1977 var han kontorchef på Roskilde Universitetscenter (RUC) fra 1977 til 1990, i hvilket år han blev RUC's universitetsdirektør - en stilling, han havde indtil 2005.
Ebbe har blandt andet været medlem af repræsentantskabet for DJØFs overenskomstforening og tjenestemandsforening samt medlem af Rådet for Statens Uddannelsesstøtte. I perioden 2001-2005 var han medlem af bestyrelsen for det nordiske universitetsadministrationssamarbejde.

## Privatliv
Erik Arild Ebbe blev i 1967 gift med lægesekretær Inge-Lise Ebbe.

## Andet
Ebbe er optaget i Kraks Blå Bog og ridder af Dannebrog.